# Kadenzhofen
Kadenzhofen ist ein Gemeindeteil der Gemeinde Berg bei Neumarkt in der Oberpfalz im Landkreis Neumarkt in der Oberpfalz in Bayern.

## Geographie
Das Dorf liegt im Oberpfälzer Jura auf circa 450 m ü. NHN am Abhang der Hochfläche mit dem 568 m hohen Schmidberg im Nordosten, etwa 2 km südöstlich des Gemeindesitzes. Von Kadenzhofen aus fließen zwei Gräben der etwa 1 km entfernten Schwarzach zu.

## Geschichte
Der Ort ist im Schenkungsbuch der Propstei Berchtesgaden, das in der 2. Hälfte des 12. Jahrhunderts angefangen wurde, als „Kaetdinchouun“ verzeichnet. Eine weitere frühe Erwähnung von „Chadmanshouen“ findet man im Urbar des Herzogs Ludwig des Strengen, das um 1280 angelegt wurde, und zwar unter dem Amt „Paern“ (vermutlich Berg). 1326 ist das Dorf im Urbar des bayerisch-herzoglichen Amtes Troßberg genannt; dieses Amt wurde bald nach Pfaffenhofen verlegt. 1331 ist der Ort als „Kadmannshofen“ urkundlich erwähnt, als Marquard der Smit seine zwei Güter des Dorfes an das Kloster Kastl gab. Auch im Salbuch des Landsassen Erasmus Truchseß von Waltersheim auf Rothenfels von 1491 ist Kadenzhofen erwähnt; dort hatte demnach die Feste Rothenfels Besitz. 1539 kam die Feste mit ihren Zugehörungen an Kurfürst Ludwig und Pfalzgraf Friedrich. 1556 ist die Kapelle St. Jakobus genannt; die heutige Kapelle stammt aus dem 17. Jahrhundert. Spätestens seit dem 16. Jahrhundert hatte auch die Reichsstadt Nürnberg Besitz in Kadenzhofen; sie verwaltete ein Gut des ehemaligen Klosters Engelthal.
Als im Dreißigjährigen Krieg 1639 die herzogliche Regierung von Amberg von den ihr unterstellten Ämtern Berichte über die Belegungsfähigkeit in den einzelnen Orten für das Winterquartier von Truppen anforderte, meldete das Schultheißenamt Neumarkt, dass in Kadenzhofen sechs Höfe belegungsfähig seien; die übrigen lagen kriegsbedingt öd. Nach dem Krieg erfolgte allmählich die Wiederinbetriebnahme aller Höfe.
Gegen Ende des Alten Reiches, um 1800, bestand Kadenzhofen aus 21 Höfen dreier Grundherrschaften: 18 waren der Unteren Hofmark Berngau zugehörig, zwei, darunter der größte Hof, dem Pflegamt Pfaffenhofen, einer gehörte der Reichsstadt Nürnberg. Die Hochgerichtsbarkeit übte das Schultheißenamt Neumarkt aus. 1804 wurde ein Untertanenhof in Kadenzhofen aus dem kurfürstlichen Landgericht Pfaffenhofen herausgenommen und dem neu organisierten Landgericht Neumarkt einverleibt.
Im Königreich Bayern (1806) wurde Kadenzhofen dem Steuerdistrikt Loderbach, um 1810/20 der Ruralgemeinde Loderbach zugeteilt, die außer Loderbach und Kadenzhofen Richtheim und später den Beckenhof aus der Gemeinde Berg umfasste, zeitweise auch die Bruckmühle. Diese Gemeinde lag im Landgericht Pfaffenhofen, das 1824 nach Kastl verlegt wurde und fortan Landgericht Kastl hieß. Die Gemeinde Loderbach wurde im Zuge der Gebietsreform in Bayern zum 1. Mai 1978 nach Berg im Landkreis Neumarkt eingemeindet. 
Dem Repertorium zum topographischen Atlasblatt Neumarkt von 1836 ist zu entnehmen, dass „Kadenshofen“, so die verbreitete Schreibweise des Ortsnamens im 19. Jahrhundert, nur noch aus 17 Höfen bestand. 1875 vernichtete ein durch kindliches Zündeln entfachtes Feuer das gemeindliche Hirtenhaus und das Bauernanwesen Lenz. Die Einwohnerzahl des Dorfes hat sich seit dem 19. Jahrhundert nur geringfügig nach oben bewegt; die Zahl der Wohngebäude hat sich aber fast verdoppelt.
Am Ottenberg befindet sich das Segelfluggelände Ottenberg.

### Einwohnerentwicklung
- 1830: 98 (17 Häuser)[16]
- 1836: 90 (17 Häuser)[17]
- 1861: 104 (38 Gebäude)[18]
- 1900: 97 (15 Wohngebäude, 1 Kirche)[19]
- 1937: 110[20]
- 1950: 99 (18 Wohngebäude, 1 Kapelle)[21]
- 1961: 102 (22 Wohngebäude)[22]
- 1987: 103 (30 Wohngebäude, 32 Wohnungen)[23]
- 2015: 124[24]

## Baudenkmäler
- Ortskapelle, 1963 erbaut

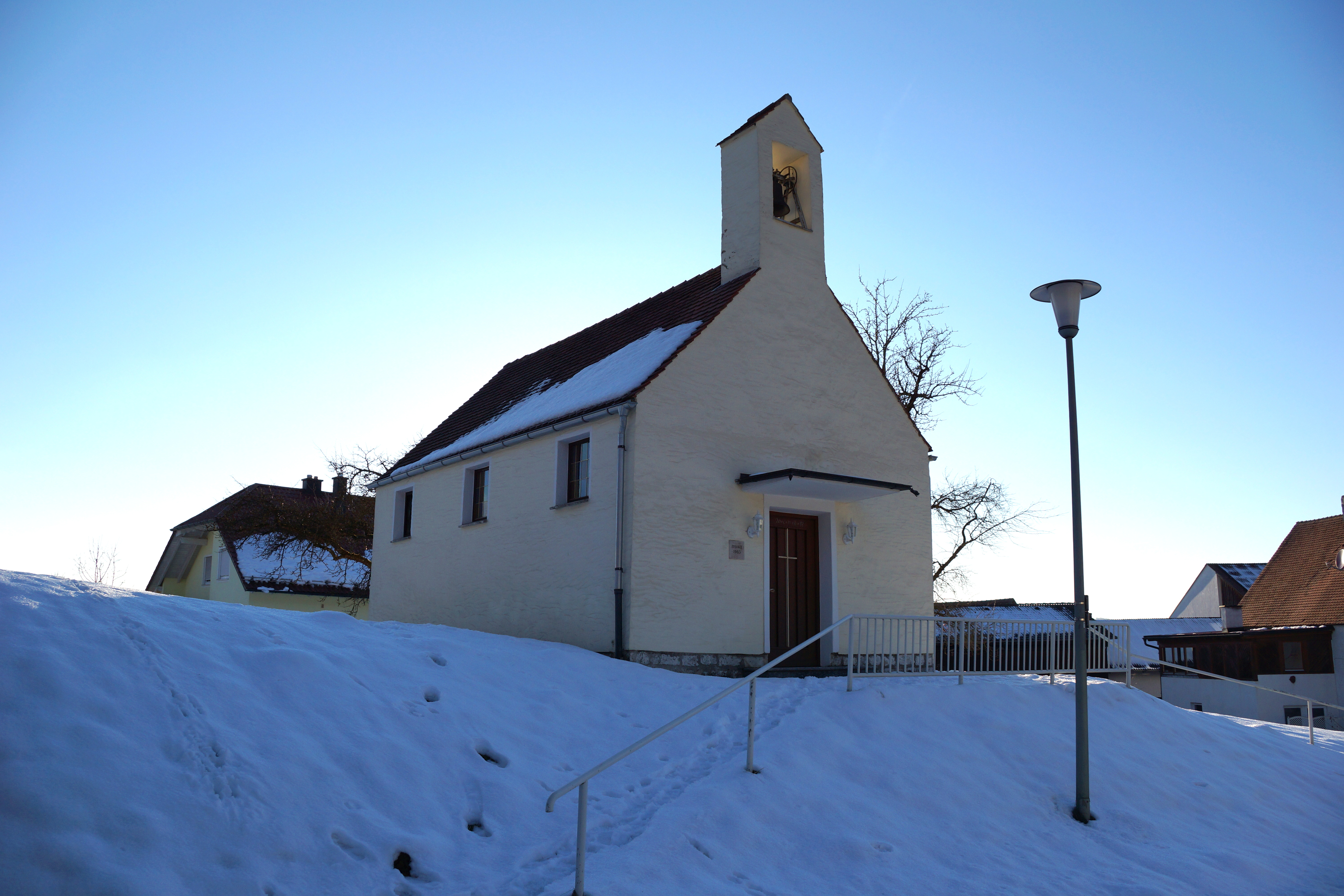
Die Ortskapelle von 1963

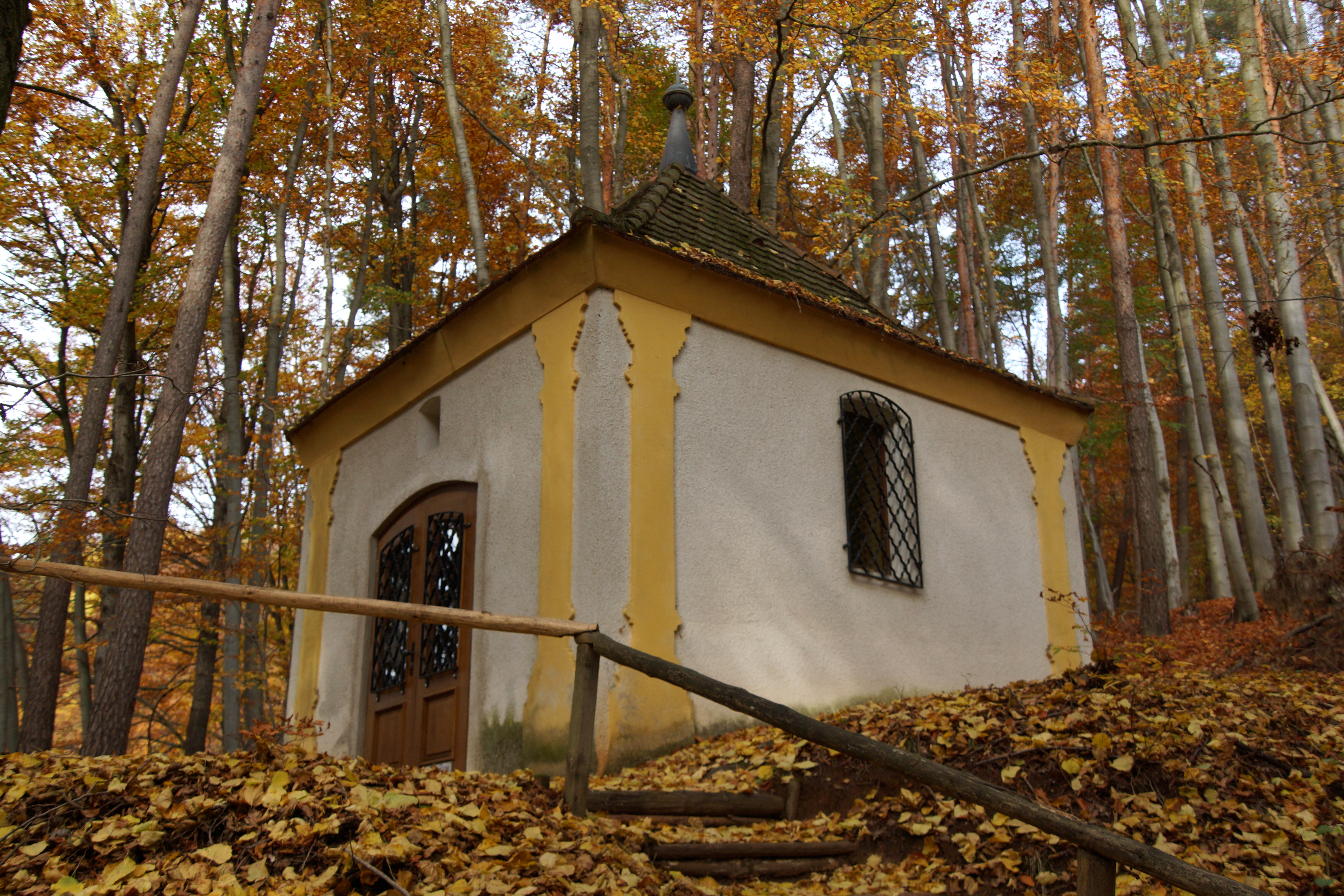
Waldkapelle St. Leonhard

- Waldkapelle St. Leonhard, kleiner Barockbau des 17. Jahrhunderts, am Ottenberg

## Verkehrsanbindung
Kadenzhofen ist über Gemeindeverbindungsstraßen von Loderbach, Riebling und Pilsach her zu erreichen.